# Institut supérieur de la magistrature (Maroc)
 (février 2012).
Si vous disposez d'ouvrages ou d'articles de référence ou si vous connaissez des sites web de qualité traitant du thème abordé ici, merci de compléter l'article en donnant les références utiles à sa vérifiabilité et en les liant à la section « Notes et références ».
L'Institut supérieur de la magistrature __ المعهد العالي للقضاء_المغرب   est un institut public marocain qui relève actuellement du ministère de la justice.  Il a pour mission principale la formation initiale des attachés de justice, ainsi que la formation continue et spécialisée des magistrats, la formation initiale et continue du secrétariat greffe, la publication et la réalisation de recherches et études scientifiques dans le domaine juridique et jurisprudentiel, et l’organisation de cycles de formation initiale, continue et spécialisée au profit des auxiliaires de justice et des professions juridiques.]
 Aperçu historique 
Depuis sa création en 1960 sous l'appellation Institut national des études judiciaires (INEJ), l’ISM n’a cessé d’évoluer, et ce à travers la révision de son organigramme et la refonte de ses programmes. Il a jusqu’en 2018 formé 43 promotions.
les missions de L'Institut supérieur de la magistrature :
la formation initiale des attachés de justice à travers des cycles d’études, des séminaires et des stages pratiques leur permettant d’acquérir les connaissances, les techniques et la discipline nécessaires à l’exercice de la fonction de la magistrature ;
la formation continue et spécialisée des magistrats, à travers l’organisation, des sessions d’études, des séminaires et des stages au Maroc et à l’étranger.
la formation initiale et continue dans le domaine du secrétariat greffe à travers l’enseignement des sciences, des techniques et des procédés d’administration, et de gestion, de service des usagers et des procédures devant les différentes instances judiciaires ainsi que l’étude des règles et procédures d’exécution des jugements, arrêts et ordonnances de la justice;
la promotion des recherches et des études en matière d'amélioration du secrétariat greffe;
donner des consultations et réaliser des expertises dans le domaine du secrétariat greffe au profit de l’administration centrale ou sur demande dûment formulée par l’autorité de tutelle ;
l’organisation de cycles de formation, de séminaires et de stages de perfectionnement et de recyclage.
la publication et la réalisation des recherches et études scientifiques dans le domaine juridique, doctrinal et jurisprudentiel ;
l’organisation de cycles de formation initiale, continue et spécialisée au profit des auxiliaires de justice et des membres des professions juridiques, à la demande des organisations professionnelles concernées ;
la coopération avec les organismes et établissements publics et privés nationaux et étrangers poursuivant un intérêt commun.
outre les missions précitées, l’Institut peut organiser des sessions ou des séminaires de formation dans les domaines juridique et judiciaire au profit des cadres et agents de l’Etat, des collectivités locales et des établissements publics et privés .
L’Institut peut, dans le cadre de conventions de coopération culturelle, technique et judiciaire conclues entre le Royaume du Maroc et d’autres Etats, admettre des candidats étrangers à suivre le cycle de formation des attachés de justice et des fonctionnaires du secrétariat greffe, organiser des séminaires de formation spécialisée au profit des magistrats, des cadres judiciaires, ou des cadres du secrétariat greffe étrangers et effectuer des missions d’expertise, de consultation et d’enseignement auprès des Etats précités .